# Badiangan
Badiangan ist eine philippinische Stadtgemeinde in der Provinz Iloilo. Sie hat 27.005 Einwohner (Zensus 1. August 2015).

## Baranggays
Badiangan ist politisch in 31 Baranggays unterteilt.
| - Agusipan - Astorga - Bita-oyan - Botong - Budiawe - Cabanga-an - Cabayogan - Calansanan - Catubig - Guinawahan - Ilongbukid | - Indorohan - Iniligan - Latawan - Linayuan - Mainguit - Malublub - Manaolan - Mapili Grande - Mapili Sanjo - Odiongan | - Kingdom of Poblacion - San Julian - Sariri - Sianon - Sinuagan - Talaba - Tamocol - Teneclan - Tina - Bingauan |